# 魏斯河 (錫格河支流)
50°52′26″N 8°1′4″E / 50.87389°N 8.01778°E

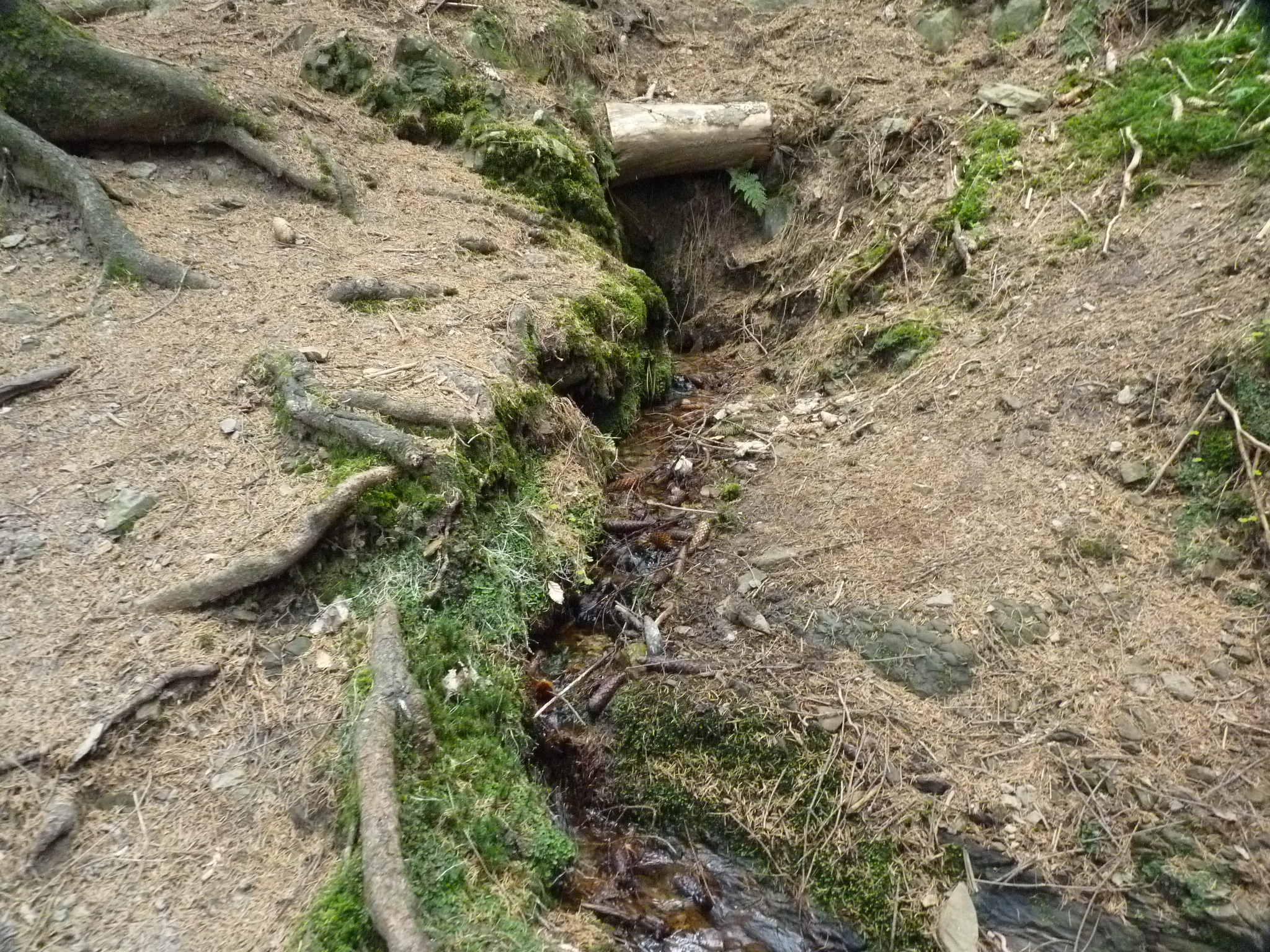

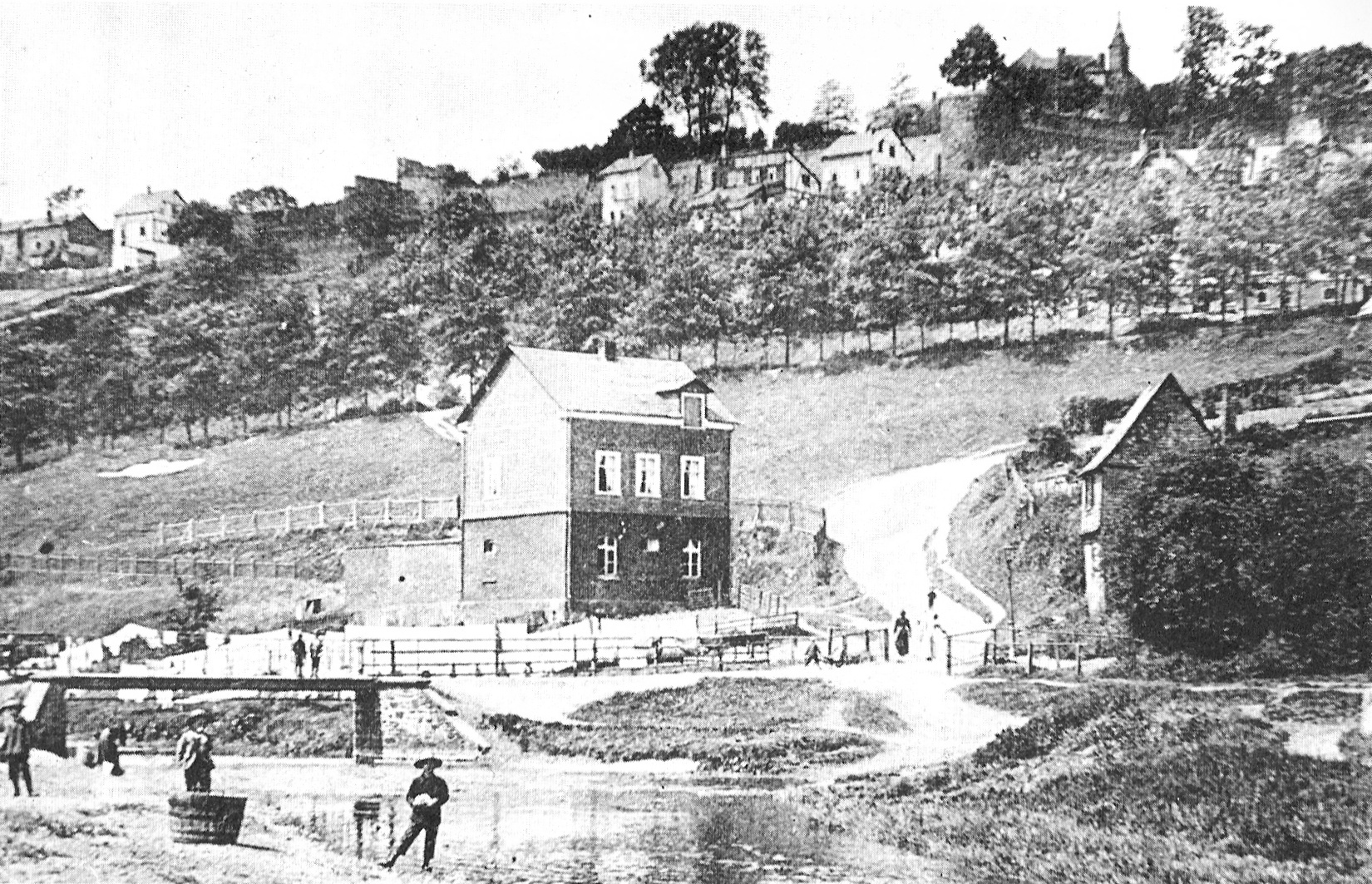

魏斯河（德語：Weiß），是德國的河流，位於該國西部，處於北萊茵-威斯特法倫州，屬於錫格河的左支流，河道全長18.1公里，流域面積71.5平方公里，河口處在錫根。